# Борисенко, Георгий Константинович
Георгий Константинович Борисенко (25 мая 1922, Чугуев — 3 декабря 2012, Ташкент) — советский шахматист и шахматный теоретик, мастер спорта СССР (1950), гроссмейстер ИКЧФ (1965). Заслуженный тренер Грузии и СССР. Заслуженный мастер спорта СССР.

## Биография
Георгий Борисенко родился в городе Чугуеве Харьковской губернии, спустя некоторое время семья переехала в Ленинград. Игре в шахматы научился в 1931 году, находясь на отдыхе в пионерском лагере.
Участник Великой Отечественной войны, имел два боевых ранения.
С 1965 года и до конца жизни проживал в Ташкенте.
Имя Г. Б. Борисенко посмертно занесено в Зал славы ФИДЕ.

## Семья
Жена — В. М. Борисенко (урожд. Белова, 1920—1993), гроссмейстер, пятикратная чемпионка СССР (1945, 1955, 1957, 1960 и 1962 гг.), бронзовый призёр чемпионата мира (1949 / 50 гг.).

## Спортивная карьера

### Очные шахматы
Участник восьми чемпионатов СССР (1950—1967 гг.).
Бронзовый призёр чемпионата Ленинграда 1953 г.
Серебряный призёр чемпионата РСФСР 1961 г.
Чемпион Узбекской ССР 1966, 1968 и 1971 гг.
Чемпион ДСО «Локомотив» 1953 г.
В составе сборной Ленинграда победитель командного чемпионата СССР 1953 г. В составе сборной РСФСР серебряный призёр командного чемпионата СССР 1962 г.
В 1997 и 1998 гг. участвовал в чемпионате мира среди ветеранов.

### Заочные шахматы
1950—1960-х годах добился крупных успехов в соревнованиях по переписке.
Двукратный чемпион СССР: 1955—1957 гг. (с П. В. Дубининым и 1960—1962 гг. (с Я. Б. Эстриным).
Серебряный призёр 4-го чемпионата мира (1962—1965 гг.).
В составе сборной СССР победитель двух заочных олимпиад (1958—1961 и 1961—1964 гг.).

## Тренерская карьера
В разные годы Г. К. Борисенко тренировал чемпионку мира Нону Гаприндашвили, свою супругу Валентину Белову-Борисенко, гроссмейстеров Семёна Фурмана, Виктора Корчного, Марка Тайманова, Льва Полугаевского и других известных шахматистов.

## Вклад в теорию дебютов
Во время жизни в Ленинграде много работал над теорией дебютов вместе с С. А. Фурманом.

### Испанская партия
Борисенко и Фурман вернули в турнирную практику систему Брейера (1. e4 e5 2. Кf3 Кc6 3. Сb5 a6 4. Сa4 Кf6 5. 0-0 Сe7 6. Лe1 b5 7. Сb3 d6 8. c3 0-0 9. h3 Кb8). Данное разветвление испанской партии имело исключительную популярность в 1950-х гг. Значение разработок Борисенко и Фурмана оценивалось настолько высоко, что, например, А. З. Капенгут предложил называть это разветвление системой Брейера — Фурмана — Борисенко (видимо, по аналогии с системой Тартаковера — Макогонова — Бондаревского в ферзевом гамбите).
Также Борисенко в одной из основных позиций системы Чигорина, возникающей после 1. e4 e5 2. Кf3 Кc6 3. Сb5 a6 4. Сa4 Кf6 5. 0-0 Сe7 6. Лe1 b5 7. Сb3 d6 8. c3 0-0 9. h3 Кa5 10. Сc2 c5 11. d4, ввел в практику ход 11… Кc6 (вместо основного продолжения 11… Фc7 или изобретения П. П. Кереса 11… Кd7). Идея хода в том, чтобы иметь возможность расположить ферзя на более активной позиции (обычно на поле b6). Практика 1960—1970-х гг. показала, что после 12. Кbd2 Фb6 13. dc dc 14. Кf1 Сe6 15. Кe3 Лad8 16. Фe2 c4 17. Кg5 у черных возникают затруднения.
Ещё Борисенко является автором ряда ценных разработок в контратаке Маршалла (1. e4 e5 2. Кf3 Кc6 3. Сb5 a6 4. Сa4 Кf6 5. 0-0 Сe7 6. Лe1 b5 7. Сb3 0-0 8. c3 d5).

### Принятый ферзевый гамбит
Борисенко и Фурман разработали острое гамбитное продолжение против системы Алехина, возникающей после ходов 1. d4 d5 2. c4 dc 3. Кf3 a6. Далее они предложили вместо 4. e3 (на что чёрные обычно продолжают 4… Сg4) играть 4. e4 с реальной, а не мнимой жертвой пешки. Впервые Борисенко применил эту систему в партии чемпионата СССР 1950 г. против С. М. Флора (Борисенко добился большого перевеса, но затем допустил две серьёзные ошибки подряд, и партия завершилась победой чёрных). Вариант Борисенко — Фурмана приобрёл популярность после двух побед, одержанных Борисенко в чемпионате СССР по переписке 1955—1957 гг. (над Д. М. Гречкиным и Н. К. Аратовским). По мнению Я. И. Нейштадта, данный дебютный вариант является самым опасным для чёрных продолжением в системе Алехина. Позже, однако, за чёрных были найдены пути для получения приемлемой игры.

### Ферзевый гамбит
Вклад в теорию ферзевого гамбита в значительной мере связан с поисками сильнейшего продолжения за белых в так называемом голландском варианте, также известном как голландский гамбит или гамбит Принса (1. d4 d5 2. c4 e6 3. Кc3 Кf6 4. Сg5 c5 5. cd cd и далее 6. Ф:d4 Сe7 7. e4 Кc6). После поражения от П. П. Кереса в партии чемпионата СССР 1955 г., где был сделан ход 8. Фe3, Борисенко и его жена предприняли ряд попыток реабилитации этого продолжения. Все же М. Эйве нашёл чёткий путь к уравнению игры. Надежность данной системы поставили под сомнение уже более поздние разработки В. Л. Корчного, связанные с ходом 8. Фd2.

## Примечательная партия
|   | a | b | c | d | e | f | g | h |   |
| - | --- | --- | --- | --- | --- | --- | --- | --- | - |
| 8 | b8 белый ферзь · c8 чёрный слон · e8 чёрный король · g8 чёрный конь · h8 чёрная ладья · b7 чёрная пешка · f7 чёрная пешка · g7 чёрная пешка · h7 чёрная пешка · b5 чёрная пешка · e5 чёрная пешка · b4 чёрный слон · d4 чёрный ферзь · e4 белая пешка · a2 белая пешка · b2 белая пешка · f2 белая пешка · g2 белая пешка · h2 белая пешка · a1 белая ладья · b1 белый конь · c1 белый слон · e1 белый король · h1 белая ладья | b8 белый ферзь · c8 чёрный слон · e8 чёрный король · g8 чёрный конь · h8 чёрная ладья · b7 чёрная пешка · f7 чёрная пешка · g7 чёрная пешка · h7 чёрная пешка · b5 чёрная пешка · e5 чёрная пешка · b4 чёрный слон · d4 чёрный ферзь · e4 белая пешка · a2 белая пешка · b2 белая пешка · f2 белая пешка · g2 белая пешка · h2 белая пешка · a1 белая ладья · b1 белый конь · c1 белый слон · e1 белый король · h1 белая ладья | b8 белый ферзь · c8 чёрный слон · e8 чёрный король · g8 чёрный конь · h8 чёрная ладья · b7 чёрная пешка · f7 чёрная пешка · g7 чёрная пешка · h7 чёрная пешка · b5 чёрная пешка · e5 чёрная пешка · b4 чёрный слон · d4 чёрный ферзь · e4 белая пешка · a2 белая пешка · b2 белая пешка · f2 белая пешка · g2 белая пешка · h2 белая пешка · a1 белая ладья · b1 белый конь · c1 белый слон · e1 белый король · h1 белая ладья | b8 белый ферзь · c8 чёрный слон · e8 чёрный король · g8 чёрный конь · h8 чёрная ладья · b7 чёрная пешка · f7 чёрная пешка · g7 чёрная пешка · h7 чёрная пешка · b5 чёрная пешка · e5 чёрная пешка · b4 чёрный слон · d4 чёрный ферзь · e4 белая пешка · a2 белая пешка · b2 белая пешка · f2 белая пешка · g2 белая пешка · h2 белая пешка · a1 белая ладья · b1 белый конь · c1 белый слон · e1 белый король · h1 белая ладья | b8 белый ферзь · c8 чёрный слон · e8 чёрный король · g8 чёрный конь · h8 чёрная ладья · b7 чёрная пешка · f7 чёрная пешка · g7 чёрная пешка · h7 чёрная пешка · b5 чёрная пешка · e5 чёрная пешка · b4 чёрный слон · d4 чёрный ферзь · e4 белая пешка · a2 белая пешка · b2 белая пешка · f2 белая пешка · g2 белая пешка · h2 белая пешка · a1 белая ладья · b1 белый конь · c1 белый слон · e1 белый король · h1 белая ладья | b8 белый ферзь · c8 чёрный слон · e8 чёрный король · g8 чёрный конь · h8 чёрная ладья · b7 чёрная пешка · f7 чёрная пешка · g7 чёрная пешка · h7 чёрная пешка · b5 чёрная пешка · e5 чёрная пешка · b4 чёрный слон · d4 чёрный ферзь · e4 белая пешка · a2 белая пешка · b2 белая пешка · f2 белая пешка · g2 белая пешка · h2 белая пешка · a1 белая ладья · b1 белый конь · c1 белый слон · e1 белый король · h1 белая ладья | b8 белый ферзь · c8 чёрный слон · e8 чёрный король · g8 чёрный конь · h8 чёрная ладья · b7 чёрная пешка · f7 чёрная пешка · g7 чёрная пешка · h7 чёрная пешка · b5 чёрная пешка · e5 чёрная пешка · b4 чёрный слон · d4 чёрный ферзь · e4 белая пешка · a2 белая пешка · b2 белая пешка · f2 белая пешка · g2 белая пешка · h2 белая пешка · a1 белая ладья · b1 белый конь · c1 белый слон · e1 белый король · h1 белая ладья | b8 белый ферзь · c8 чёрный слон · e8 чёрный король · g8 чёрный конь · h8 чёрная ладья · b7 чёрная пешка · f7 чёрная пешка · g7 чёрная пешка · h7 чёрная пешка · b5 чёрная пешка · e5 чёрная пешка · b4 чёрный слон · d4 чёрный ферзь · e4 белая пешка · a2 белая пешка · b2 белая пешка · f2 белая пешка · g2 белая пешка · h2 белая пешка · a1 белая ладья · b1 белый конь · c1 белый слон · e1 белый король · h1 белая ладья | 8 |
| 7 | b8 белый ферзь · c8 чёрный слон · e8 чёрный король · g8 чёрный конь · h8 чёрная ладья · b7 чёрная пешка · f7 чёрная пешка · g7 чёрная пешка · h7 чёрная пешка · b5 чёрная пешка · e5 чёрная пешка · b4 чёрный слон · d4 чёрный ферзь · e4 белая пешка · a2 белая пешка · b2 белая пешка · f2 белая пешка · g2 белая пешка · h2 белая пешка · a1 белая ладья · b1 белый конь · c1 белый слон · e1 белый король · h1 белая ладья | b8 белый ферзь · c8 чёрный слон · e8 чёрный король · g8 чёрный конь · h8 чёрная ладья · b7 чёрная пешка · f7 чёрная пешка · g7 чёрная пешка · h7 чёрная пешка · b5 чёрная пешка · e5 чёрная пешка · b4 чёрный слон · d4 чёрный ферзь · e4 белая пешка · a2 белая пешка · b2 белая пешка · f2 белая пешка · g2 белая пешка · h2 белая пешка · a1 белая ладья · b1 белый конь · c1 белый слон · e1 белый король · h1 белая ладья | b8 белый ферзь · c8 чёрный слон · e8 чёрный король · g8 чёрный конь · h8 чёрная ладья · b7 чёрная пешка · f7 чёрная пешка · g7 чёрная пешка · h7 чёрная пешка · b5 чёрная пешка · e5 чёрная пешка · b4 чёрный слон · d4 чёрный ферзь · e4 белая пешка · a2 белая пешка · b2 белая пешка · f2 белая пешка · g2 белая пешка · h2 белая пешка · a1 белая ладья · b1 белый конь · c1 белый слон · e1 белый король · h1 белая ладья | b8 белый ферзь · c8 чёрный слон · e8 чёрный король · g8 чёрный конь · h8 чёрная ладья · b7 чёрная пешка · f7 чёрная пешка · g7 чёрная пешка · h7 чёрная пешка · b5 чёрная пешка · e5 чёрная пешка · b4 чёрный слон · d4 чёрный ферзь · e4 белая пешка · a2 белая пешка · b2 белая пешка · f2 белая пешка · g2 белая пешка · h2 белая пешка · a1 белая ладья · b1 белый конь · c1 белый слон · e1 белый король · h1 белая ладья | b8 белый ферзь · c8 чёрный слон · e8 чёрный король · g8 чёрный конь · h8 чёрная ладья · b7 чёрная пешка · f7 чёрная пешка · g7 чёрная пешка · h7 чёрная пешка · b5 чёрная пешка · e5 чёрная пешка · b4 чёрный слон · d4 чёрный ферзь · e4 белая пешка · a2 белая пешка · b2 белая пешка · f2 белая пешка · g2 белая пешка · h2 белая пешка · a1 белая ладья · b1 белый конь · c1 белый слон · e1 белый король · h1 белая ладья | b8 белый ферзь · c8 чёрный слон · e8 чёрный король · g8 чёрный конь · h8 чёрная ладья · b7 чёрная пешка · f7 чёрная пешка · g7 чёрная пешка · h7 чёрная пешка · b5 чёрная пешка · e5 чёрная пешка · b4 чёрный слон · d4 чёрный ферзь · e4 белая пешка · a2 белая пешка · b2 белая пешка · f2 белая пешка · g2 белая пешка · h2 белая пешка · a1 белая ладья · b1 белый конь · c1 белый слон · e1 белый король · h1 белая ладья | b8 белый ферзь · c8 чёрный слон · e8 чёрный король · g8 чёрный конь · h8 чёрная ладья · b7 чёрная пешка · f7 чёрная пешка · g7 чёрная пешка · h7 чёрная пешка · b5 чёрная пешка · e5 чёрная пешка · b4 чёрный слон · d4 чёрный ферзь · e4 белая пешка · a2 белая пешка · b2 белая пешка · f2 белая пешка · g2 белая пешка · h2 белая пешка · a1 белая ладья · b1 белый конь · c1 белый слон · e1 белый король · h1 белая ладья | b8 белый ферзь · c8 чёрный слон · e8 чёрный король · g8 чёрный конь · h8 чёрная ладья · b7 чёрная пешка · f7 чёрная пешка · g7 чёрная пешка · h7 чёрная пешка · b5 чёрная пешка · e5 чёрная пешка · b4 чёрный слон · d4 чёрный ферзь · e4 белая пешка · a2 белая пешка · b2 белая пешка · f2 белая пешка · g2 белая пешка · h2 белая пешка · a1 белая ладья · b1 белый конь · c1 белый слон · e1 белый король · h1 белая ладья | 7 |
| 6 | b8 белый ферзь · c8 чёрный слон · e8 чёрный король · g8 чёрный конь · h8 чёрная ладья · b7 чёрная пешка · f7 чёрная пешка · g7 чёрная пешка · h7 чёрная пешка · b5 чёрная пешка · e5 чёрная пешка · b4 чёрный слон · d4 чёрный ферзь · e4 белая пешка · a2 белая пешка · b2 белая пешка · f2 белая пешка · g2 белая пешка · h2 белая пешка · a1 белая ладья · b1 белый конь · c1 белый слон · e1 белый король · h1 белая ладья | b8 белый ферзь · c8 чёрный слон · e8 чёрный король · g8 чёрный конь · h8 чёрная ладья · b7 чёрная пешка · f7 чёрная пешка · g7 чёрная пешка · h7 чёрная пешка · b5 чёрная пешка · e5 чёрная пешка · b4 чёрный слон · d4 чёрный ферзь · e4 белая пешка · a2 белая пешка · b2 белая пешка · f2 белая пешка · g2 белая пешка · h2 белая пешка · a1 белая ладья · b1 белый конь · c1 белый слон · e1 белый король · h1 белая ладья | b8 белый ферзь · c8 чёрный слон · e8 чёрный король · g8 чёрный конь · h8 чёрная ладья · b7 чёрная пешка · f7 чёрная пешка · g7 чёрная пешка · h7 чёрная пешка · b5 чёрная пешка · e5 чёрная пешка · b4 чёрный слон · d4 чёрный ферзь · e4 белая пешка · a2 белая пешка · b2 белая пешка · f2 белая пешка · g2 белая пешка · h2 белая пешка · a1 белая ладья · b1 белый конь · c1 белый слон · e1 белый король · h1 белая ладья | b8 белый ферзь · c8 чёрный слон · e8 чёрный король · g8 чёрный конь · h8 чёрная ладья · b7 чёрная пешка · f7 чёрная пешка · g7 чёрная пешка · h7 чёрная пешка · b5 чёрная пешка · e5 чёрная пешка · b4 чёрный слон · d4 чёрный ферзь · e4 белая пешка · a2 белая пешка · b2 белая пешка · f2 белая пешка · g2 белая пешка · h2 белая пешка · a1 белая ладья · b1 белый конь · c1 белый слон · e1 белый король · h1 белая ладья | b8 белый ферзь · c8 чёрный слон · e8 чёрный король · g8 чёрный конь · h8 чёрная ладья · b7 чёрная пешка · f7 чёрная пешка · g7 чёрная пешка · h7 чёрная пешка · b5 чёрная пешка · e5 чёрная пешка · b4 чёрный слон · d4 чёрный ферзь · e4 белая пешка · a2 белая пешка · b2 белая пешка · f2 белая пешка · g2 белая пешка · h2 белая пешка · a1 белая ладья · b1 белый конь · c1 белый слон · e1 белый король · h1 белая ладья | b8 белый ферзь · c8 чёрный слон · e8 чёрный король · g8 чёрный конь · h8 чёрная ладья · b7 чёрная пешка · f7 чёрная пешка · g7 чёрная пешка · h7 чёрная пешка · b5 чёрная пешка · e5 чёрная пешка · b4 чёрный слон · d4 чёрный ферзь · e4 белая пешка · a2 белая пешка · b2 белая пешка · f2 белая пешка · g2 белая пешка · h2 белая пешка · a1 белая ладья · b1 белый конь · c1 белый слон · e1 белый король · h1 белая ладья | b8 белый ферзь · c8 чёрный слон · e8 чёрный король · g8 чёрный конь · h8 чёрная ладья · b7 чёрная пешка · f7 чёрная пешка · g7 чёрная пешка · h7 чёрная пешка · b5 чёрная пешка · e5 чёрная пешка · b4 чёрный слон · d4 чёрный ферзь · e4 белая пешка · a2 белая пешка · b2 белая пешка · f2 белая пешка · g2 белая пешка · h2 белая пешка · a1 белая ладья · b1 белый конь · c1 белый слон · e1 белый король · h1 белая ладья | b8 белый ферзь · c8 чёрный слон · e8 чёрный король · g8 чёрный конь · h8 чёрная ладья · b7 чёрная пешка · f7 чёрная пешка · g7 чёрная пешка · h7 чёрная пешка · b5 чёрная пешка · e5 чёрная пешка · b4 чёрный слон · d4 чёрный ферзь · e4 белая пешка · a2 белая пешка · b2 белая пешка · f2 белая пешка · g2 белая пешка · h2 белая пешка · a1 белая ладья · b1 белый конь · c1 белый слон · e1 белый король · h1 белая ладья | 6 |
| 5 | b8 белый ферзь · c8 чёрный слон · e8 чёрный король · g8 чёрный конь · h8 чёрная ладья · b7 чёрная пешка · f7 чёрная пешка · g7 чёрная пешка · h7 чёрная пешка · b5 чёрная пешка · e5 чёрная пешка · b4 чёрный слон · d4 чёрный ферзь · e4 белая пешка · a2 белая пешка · b2 белая пешка · f2 белая пешка · g2 белая пешка · h2 белая пешка · a1 белая ладья · b1 белый конь · c1 белый слон · e1 белый король · h1 белая ладья | b8 белый ферзь · c8 чёрный слон · e8 чёрный король · g8 чёрный конь · h8 чёрная ладья · b7 чёрная пешка · f7 чёрная пешка · g7 чёрная пешка · h7 чёрная пешка · b5 чёрная пешка · e5 чёрная пешка · b4 чёрный слон · d4 чёрный ферзь · e4 белая пешка · a2 белая пешка · b2 белая пешка · f2 белая пешка · g2 белая пешка · h2 белая пешка · a1 белая ладья · b1 белый конь · c1 белый слон · e1 белый король · h1 белая ладья | b8 белый ферзь · c8 чёрный слон · e8 чёрный король · g8 чёрный конь · h8 чёрная ладья · b7 чёрная пешка · f7 чёрная пешка · g7 чёрная пешка · h7 чёрная пешка · b5 чёрная пешка · e5 чёрная пешка · b4 чёрный слон · d4 чёрный ферзь · e4 белая пешка · a2 белая пешка · b2 белая пешка · f2 белая пешка · g2 белая пешка · h2 белая пешка · a1 белая ладья · b1 белый конь · c1 белый слон · e1 белый король · h1 белая ладья | b8 белый ферзь · c8 чёрный слон · e8 чёрный король · g8 чёрный конь · h8 чёрная ладья · b7 чёрная пешка · f7 чёрная пешка · g7 чёрная пешка · h7 чёрная пешка · b5 чёрная пешка · e5 чёрная пешка · b4 чёрный слон · d4 чёрный ферзь · e4 белая пешка · a2 белая пешка · b2 белая пешка · f2 белая пешка · g2 белая пешка · h2 белая пешка · a1 белая ладья · b1 белый конь · c1 белый слон · e1 белый король · h1 белая ладья | b8 белый ферзь · c8 чёрный слон · e8 чёрный король · g8 чёрный конь · h8 чёрная ладья · b7 чёрная пешка · f7 чёрная пешка · g7 чёрная пешка · h7 чёрная пешка · b5 чёрная пешка · e5 чёрная пешка · b4 чёрный слон · d4 чёрный ферзь · e4 белая пешка · a2 белая пешка · b2 белая пешка · f2 белая пешка · g2 белая пешка · h2 белая пешка · a1 белая ладья · b1 белый конь · c1 белый слон · e1 белый король · h1 белая ладья | b8 белый ферзь · c8 чёрный слон · e8 чёрный король · g8 чёрный конь · h8 чёрная ладья · b7 чёрная пешка · f7 чёрная пешка · g7 чёрная пешка · h7 чёрная пешка · b5 чёрная пешка · e5 чёрная пешка · b4 чёрный слон · d4 чёрный ферзь · e4 белая пешка · a2 белая пешка · b2 белая пешка · f2 белая пешка · g2 белая пешка · h2 белая пешка · a1 белая ладья · b1 белый конь · c1 белый слон · e1 белый король · h1 белая ладья | b8 белый ферзь · c8 чёрный слон · e8 чёрный король · g8 чёрный конь · h8 чёрная ладья · b7 чёрная пешка · f7 чёрная пешка · g7 чёрная пешка · h7 чёрная пешка · b5 чёрная пешка · e5 чёрная пешка · b4 чёрный слон · d4 чёрный ферзь · e4 белая пешка · a2 белая пешка · b2 белая пешка · f2 белая пешка · g2 белая пешка · h2 белая пешка · a1 белая ладья · b1 белый конь · c1 белый слон · e1 белый король · h1 белая ладья | b8 белый ферзь · c8 чёрный слон · e8 чёрный король · g8 чёрный конь · h8 чёрная ладья · b7 чёрная пешка · f7 чёрная пешка · g7 чёрная пешка · h7 чёрная пешка · b5 чёрная пешка · e5 чёрная пешка · b4 чёрный слон · d4 чёрный ферзь · e4 белая пешка · a2 белая пешка · b2 белая пешка · f2 белая пешка · g2 белая пешка · h2 белая пешка · a1 белая ладья · b1 белый конь · c1 белый слон · e1 белый король · h1 белая ладья | 5 |
| 4 | b8 белый ферзь · c8 чёрный слон · e8 чёрный король · g8 чёрный конь · h8 чёрная ладья · b7 чёрная пешка · f7 чёрная пешка · g7 чёрная пешка · h7 чёрная пешка · b5 чёрная пешка · e5 чёрная пешка · b4 чёрный слон · d4 чёрный ферзь · e4 белая пешка · a2 белая пешка · b2 белая пешка · f2 белая пешка · g2 белая пешка · h2 белая пешка · a1 белая ладья · b1 белый конь · c1 белый слон · e1 белый король · h1 белая ладья | b8 белый ферзь · c8 чёрный слон · e8 чёрный король · g8 чёрный конь · h8 чёрная ладья · b7 чёрная пешка · f7 чёрная пешка · g7 чёрная пешка · h7 чёрная пешка · b5 чёрная пешка · e5 чёрная пешка · b4 чёрный слон · d4 чёрный ферзь · e4 белая пешка · a2 белая пешка · b2 белая пешка · f2 белая пешка · g2 белая пешка · h2 белая пешка · a1 белая ладья · b1 белый конь · c1 белый слон · e1 белый король · h1 белая ладья | b8 белый ферзь · c8 чёрный слон · e8 чёрный король · g8 чёрный конь · h8 чёрная ладья · b7 чёрная пешка · f7 чёрная пешка · g7 чёрная пешка · h7 чёрная пешка · b5 чёрная пешка · e5 чёрная пешка · b4 чёрный слон · d4 чёрный ферзь · e4 белая пешка · a2 белая пешка · b2 белая пешка · f2 белая пешка · g2 белая пешка · h2 белая пешка · a1 белая ладья · b1 белый конь · c1 белый слон · e1 белый король · h1 белая ладья | b8 белый ферзь · c8 чёрный слон · e8 чёрный король · g8 чёрный конь · h8 чёрная ладья · b7 чёрная пешка · f7 чёрная пешка · g7 чёрная пешка · h7 чёрная пешка · b5 чёрная пешка · e5 чёрная пешка · b4 чёрный слон · d4 чёрный ферзь · e4 белая пешка · a2 белая пешка · b2 белая пешка · f2 белая пешка · g2 белая пешка · h2 белая пешка · a1 белая ладья · b1 белый конь · c1 белый слон · e1 белый король · h1 белая ладья | b8 белый ферзь · c8 чёрный слон · e8 чёрный король · g8 чёрный конь · h8 чёрная ладья · b7 чёрная пешка · f7 чёрная пешка · g7 чёрная пешка · h7 чёрная пешка · b5 чёрная пешка · e5 чёрная пешка · b4 чёрный слон · d4 чёрный ферзь · e4 белая пешка · a2 белая пешка · b2 белая пешка · f2 белая пешка · g2 белая пешка · h2 белая пешка · a1 белая ладья · b1 белый конь · c1 белый слон · e1 белый король · h1 белая ладья | b8 белый ферзь · c8 чёрный слон · e8 чёрный король · g8 чёрный конь · h8 чёрная ладья · b7 чёрная пешка · f7 чёрная пешка · g7 чёрная пешка · h7 чёрная пешка · b5 чёрная пешка · e5 чёрная пешка · b4 чёрный слон · d4 чёрный ферзь · e4 белая пешка · a2 белая пешка · b2 белая пешка · f2 белая пешка · g2 белая пешка · h2 белая пешка · a1 белая ладья · b1 белый конь · c1 белый слон · e1 белый король · h1 белая ладья | b8 белый ферзь · c8 чёрный слон · e8 чёрный король · g8 чёрный конь · h8 чёрная ладья · b7 чёрная пешка · f7 чёрная пешка · g7 чёрная пешка · h7 чёрная пешка · b5 чёрная пешка · e5 чёрная пешка · b4 чёрный слон · d4 чёрный ферзь · e4 белая пешка · a2 белая пешка · b2 белая пешка · f2 белая пешка · g2 белая пешка · h2 белая пешка · a1 белая ладья · b1 белый конь · c1 белый слон · e1 белый король · h1 белая ладья | b8 белый ферзь · c8 чёрный слон · e8 чёрный король · g8 чёрный конь · h8 чёрная ладья · b7 чёрная пешка · f7 чёрная пешка · g7 чёрная пешка · h7 чёрная пешка · b5 чёрная пешка · e5 чёрная пешка · b4 чёрный слон · d4 чёрный ферзь · e4 белая пешка · a2 белая пешка · b2 белая пешка · f2 белая пешка · g2 белая пешка · h2 белая пешка · a1 белая ладья · b1 белый конь · c1 белый слон · e1 белый король · h1 белая ладья | 4 |
| 3 | b8 белый ферзь · c8 чёрный слон · e8 чёрный король · g8 чёрный конь · h8 чёрная ладья · b7 чёрная пешка · f7 чёрная пешка · g7 чёрная пешка · h7 чёрная пешка · b5 чёрная пешка · e5 чёрная пешка · b4 чёрный слон · d4 чёрный ферзь · e4 белая пешка · a2 белая пешка · b2 белая пешка · f2 белая пешка · g2 белая пешка · h2 белая пешка · a1 белая ладья · b1 белый конь · c1 белый слон · e1 белый король · h1 белая ладья | b8 белый ферзь · c8 чёрный слон · e8 чёрный король · g8 чёрный конь · h8 чёрная ладья · b7 чёрная пешка · f7 чёрная пешка · g7 чёрная пешка · h7 чёрная пешка · b5 чёрная пешка · e5 чёрная пешка · b4 чёрный слон · d4 чёрный ферзь · e4 белая пешка · a2 белая пешка · b2 белая пешка · f2 белая пешка · g2 белая пешка · h2 белая пешка · a1 белая ладья · b1 белый конь · c1 белый слон · e1 белый король · h1 белая ладья | b8 белый ферзь · c8 чёрный слон · e8 чёрный король · g8 чёрный конь · h8 чёрная ладья · b7 чёрная пешка · f7 чёрная пешка · g7 чёрная пешка · h7 чёрная пешка · b5 чёрная пешка · e5 чёрная пешка · b4 чёрный слон · d4 чёрный ферзь · e4 белая пешка · a2 белая пешка · b2 белая пешка · f2 белая пешка · g2 белая пешка · h2 белая пешка · a1 белая ладья · b1 белый конь · c1 белый слон · e1 белый король · h1 белая ладья | b8 белый ферзь · c8 чёрный слон · e8 чёрный король · g8 чёрный конь · h8 чёрная ладья · b7 чёрная пешка · f7 чёрная пешка · g7 чёрная пешка · h7 чёрная пешка · b5 чёрная пешка · e5 чёрная пешка · b4 чёрный слон · d4 чёрный ферзь · e4 белая пешка · a2 белая пешка · b2 белая пешка · f2 белая пешка · g2 белая пешка · h2 белая пешка · a1 белая ладья · b1 белый конь · c1 белый слон · e1 белый король · h1 белая ладья | b8 белый ферзь · c8 чёрный слон · e8 чёрный король · g8 чёрный конь · h8 чёрная ладья · b7 чёрная пешка · f7 чёрная пешка · g7 чёрная пешка · h7 чёрная пешка · b5 чёрная пешка · e5 чёрная пешка · b4 чёрный слон · d4 чёрный ферзь · e4 белая пешка · a2 белая пешка · b2 белая пешка · f2 белая пешка · g2 белая пешка · h2 белая пешка · a1 белая ладья · b1 белый конь · c1 белый слон · e1 белый король · h1 белая ладья | b8 белый ферзь · c8 чёрный слон · e8 чёрный король · g8 чёрный конь · h8 чёрная ладья · b7 чёрная пешка · f7 чёрная пешка · g7 чёрная пешка · h7 чёрная пешка · b5 чёрная пешка · e5 чёрная пешка · b4 чёрный слон · d4 чёрный ферзь · e4 белая пешка · a2 белая пешка · b2 белая пешка · f2 белая пешка · g2 белая пешка · h2 белая пешка · a1 белая ладья · b1 белый конь · c1 белый слон · e1 белый король · h1 белая ладья | b8 белый ферзь · c8 чёрный слон · e8 чёрный король · g8 чёрный конь · h8 чёрная ладья · b7 чёрная пешка · f7 чёрная пешка · g7 чёрная пешка · h7 чёрная пешка · b5 чёрная пешка · e5 чёрная пешка · b4 чёрный слон · d4 чёрный ферзь · e4 белая пешка · a2 белая пешка · b2 белая пешка · f2 белая пешка · g2 белая пешка · h2 белая пешка · a1 белая ладья · b1 белый конь · c1 белый слон · e1 белый король · h1 белая ладья | b8 белый ферзь · c8 чёрный слон · e8 чёрный король · g8 чёрный конь · h8 чёрная ладья · b7 чёрная пешка · f7 чёрная пешка · g7 чёрная пешка · h7 чёрная пешка · b5 чёрная пешка · e5 чёрная пешка · b4 чёрный слон · d4 чёрный ферзь · e4 белая пешка · a2 белая пешка · b2 белая пешка · f2 белая пешка · g2 белая пешка · h2 белая пешка · a1 белая ладья · b1 белый конь · c1 белый слон · e1 белый король · h1 белая ладья | 3 |
| 2 | b8 белый ферзь · c8 чёрный слон · e8 чёрный король · g8 чёрный конь · h8 чёрная ладья · b7 чёрная пешка · f7 чёрная пешка · g7 чёрная пешка · h7 чёрная пешка · b5 чёрная пешка · e5 чёрная пешка · b4 чёрный слон · d4 чёрный ферзь · e4 белая пешка · a2 белая пешка · b2 белая пешка · f2 белая пешка · g2 белая пешка · h2 белая пешка · a1 белая ладья · b1 белый конь · c1 белый слон · e1 белый король · h1 белая ладья | b8 белый ферзь · c8 чёрный слон · e8 чёрный король · g8 чёрный конь · h8 чёрная ладья · b7 чёрная пешка · f7 чёрная пешка · g7 чёрная пешка · h7 чёрная пешка · b5 чёрная пешка · e5 чёрная пешка · b4 чёрный слон · d4 чёрный ферзь · e4 белая пешка · a2 белая пешка · b2 белая пешка · f2 белая пешка · g2 белая пешка · h2 белая пешка · a1 белая ладья · b1 белый конь · c1 белый слон · e1 белый король · h1 белая ладья | b8 белый ферзь · c8 чёрный слон · e8 чёрный король · g8 чёрный конь · h8 чёрная ладья · b7 чёрная пешка · f7 чёрная пешка · g7 чёрная пешка · h7 чёрная пешка · b5 чёрная пешка · e5 чёрная пешка · b4 чёрный слон · d4 чёрный ферзь · e4 белая пешка · a2 белая пешка · b2 белая пешка · f2 белая пешка · g2 белая пешка · h2 белая пешка · a1 белая ладья · b1 белый конь · c1 белый слон · e1 белый король · h1 белая ладья | b8 белый ферзь · c8 чёрный слон · e8 чёрный король · g8 чёрный конь · h8 чёрная ладья · b7 чёрная пешка · f7 чёрная пешка · g7 чёрная пешка · h7 чёрная пешка · b5 чёрная пешка · e5 чёрная пешка · b4 чёрный слон · d4 чёрный ферзь · e4 белая пешка · a2 белая пешка · b2 белая пешка · f2 белая пешка · g2 белая пешка · h2 белая пешка · a1 белая ладья · b1 белый конь · c1 белый слон · e1 белый король · h1 белая ладья | b8 белый ферзь · c8 чёрный слон · e8 чёрный король · g8 чёрный конь · h8 чёрная ладья · b7 чёрная пешка · f7 чёрная пешка · g7 чёрная пешка · h7 чёрная пешка · b5 чёрная пешка · e5 чёрная пешка · b4 чёрный слон · d4 чёрный ферзь · e4 белая пешка · a2 белая пешка · b2 белая пешка · f2 белая пешка · g2 белая пешка · h2 белая пешка · a1 белая ладья · b1 белый конь · c1 белый слон · e1 белый король · h1 белая ладья | b8 белый ферзь · c8 чёрный слон · e8 чёрный король · g8 чёрный конь · h8 чёрная ладья · b7 чёрная пешка · f7 чёрная пешка · g7 чёрная пешка · h7 чёрная пешка · b5 чёрная пешка · e5 чёрная пешка · b4 чёрный слон · d4 чёрный ферзь · e4 белая пешка · a2 белая пешка · b2 белая пешка · f2 белая пешка · g2 белая пешка · h2 белая пешка · a1 белая ладья · b1 белый конь · c1 белый слон · e1 белый король · h1 белая ладья | b8 белый ферзь · c8 чёрный слон · e8 чёрный король · g8 чёрный конь · h8 чёрная ладья · b7 чёрная пешка · f7 чёрная пешка · g7 чёрная пешка · h7 чёрная пешка · b5 чёрная пешка · e5 чёрная пешка · b4 чёрный слон · d4 чёрный ферзь · e4 белая пешка · a2 белая пешка · b2 белая пешка · f2 белая пешка · g2 белая пешка · h2 белая пешка · a1 белая ладья · b1 белый конь · c1 белый слон · e1 белый король · h1 белая ладья | b8 белый ферзь · c8 чёрный слон · e8 чёрный король · g8 чёрный конь · h8 чёрная ладья · b7 чёрная пешка · f7 чёрная пешка · g7 чёрная пешка · h7 чёрная пешка · b5 чёрная пешка · e5 чёрная пешка · b4 чёрный слон · d4 чёрный ферзь · e4 белая пешка · a2 белая пешка · b2 белая пешка · f2 белая пешка · g2 белая пешка · h2 белая пешка · a1 белая ладья · b1 белый конь · c1 белый слон · e1 белый король · h1 белая ладья | 2 |
| 1 | b8 белый ферзь · c8 чёрный слон · e8 чёрный король · g8 чёрный конь · h8 чёрная ладья · b7 чёрная пешка · f7 чёрная пешка · g7 чёрная пешка · h7 чёрная пешка · b5 чёрная пешка · e5 чёрная пешка · b4 чёрный слон · d4 чёрный ферзь · e4 белая пешка · a2 белая пешка · b2 белая пешка · f2 белая пешка · g2 белая пешка · h2 белая пешка · a1 белая ладья · b1 белый конь · c1 белый слон · e1 белый король · h1 белая ладья | b8 белый ферзь · c8 чёрный слон · e8 чёрный король · g8 чёрный конь · h8 чёрная ладья · b7 чёрная пешка · f7 чёрная пешка · g7 чёрная пешка · h7 чёрная пешка · b5 чёрная пешка · e5 чёрная пешка · b4 чёрный слон · d4 чёрный ферзь · e4 белая пешка · a2 белая пешка · b2 белая пешка · f2 белая пешка · g2 белая пешка · h2 белая пешка · a1 белая ладья · b1 белый конь · c1 белый слон · e1 белый король · h1 белая ладья | b8 белый ферзь · c8 чёрный слон · e8 чёрный король · g8 чёрный конь · h8 чёрная ладья · b7 чёрная пешка · f7 чёрная пешка · g7 чёрная пешка · h7 чёрная пешка · b5 чёрная пешка · e5 чёрная пешка · b4 чёрный слон · d4 чёрный ферзь · e4 белая пешка · a2 белая пешка · b2 белая пешка · f2 белая пешка · g2 белая пешка · h2 белая пешка · a1 белая ладья · b1 белый конь · c1 белый слон · e1 белый король · h1 белая ладья | b8 белый ферзь · c8 чёрный слон · e8 чёрный король · g8 чёрный конь · h8 чёрная ладья · b7 чёрная пешка · f7 чёрная пешка · g7 чёрная пешка · h7 чёрная пешка · b5 чёрная пешка · e5 чёрная пешка · b4 чёрный слон · d4 чёрный ферзь · e4 белая пешка · a2 белая пешка · b2 белая пешка · f2 белая пешка · g2 белая пешка · h2 белая пешка · a1 белая ладья · b1 белый конь · c1 белый слон · e1 белый король · h1 белая ладья | b8 белый ферзь · c8 чёрный слон · e8 чёрный король · g8 чёрный конь · h8 чёрная ладья · b7 чёрная пешка · f7 чёрная пешка · g7 чёрная пешка · h7 чёрная пешка · b5 чёрная пешка · e5 чёрная пешка · b4 чёрный слон · d4 чёрный ферзь · e4 белая пешка · a2 белая пешка · b2 белая пешка · f2 белая пешка · g2 белая пешка · h2 белая пешка · a1 белая ладья · b1 белый конь · c1 белый слон · e1 белый король · h1 белая ладья | b8 белый ферзь · c8 чёрный слон · e8 чёрный король · g8 чёрный конь · h8 чёрная ладья · b7 чёрная пешка · f7 чёрная пешка · g7 чёрная пешка · h7 чёрная пешка · b5 чёрная пешка · e5 чёрная пешка · b4 чёрный слон · d4 чёрный ферзь · e4 белая пешка · a2 белая пешка · b2 белая пешка · f2 белая пешка · g2 белая пешка · h2 белая пешка · a1 белая ладья · b1 белый конь · c1 белый слон · e1 белый король · h1 белая ладья | b8 белый ферзь · c8 чёрный слон · e8 чёрный король · g8 чёрный конь · h8 чёрная ладья · b7 чёрная пешка · f7 чёрная пешка · g7 чёрная пешка · h7 чёрная пешка · b5 чёрная пешка · e5 чёрная пешка · b4 чёрный слон · d4 чёрный ферзь · e4 белая пешка · a2 белая пешка · b2 белая пешка · f2 белая пешка · g2 белая пешка · h2 белая пешка · a1 белая ладья · b1 белый конь · c1 белый слон · e1 белый король · h1 белая ладья | b8 белый ферзь · c8 чёрный слон · e8 чёрный король · g8 чёрный конь · h8 чёрная ладья · b7 чёрная пешка · f7 чёрная пешка · g7 чёрная пешка · h7 чёрная пешка · b5 чёрная пешка · e5 чёрная пешка · b4 чёрный слон · d4 чёрный ферзь · e4 белая пешка · a2 белая пешка · b2 белая пешка · f2 белая пешка · g2 белая пешка · h2 белая пешка · a1 белая ладья · b1 белый конь · c1 белый слон · e1 белый король · h1 белая ладья | 1 |
|   | a | b | c | d | e | f | g | h |   |

Борисенко — Гречкин,
3-й чемпионат СССР по переписке, 1955—1957 гг.
Принятый ферзевый гамбит
Примечания С. Я. Гродзенского и И. З. Романова
1. d4 d5 2. c4 dc 3. Кf3 a6 4. e4.
Патент Борисенко. На 4… b5 5. a4 Сb7 <…> припасено 6. b3. <…>. Избранный Гречкиным ответ имеет существенный изъян: черные заметно отстают в развитии.
4… c5 5. С:c4 cd 6. К:d4.
Размен ферзей позволил бы чёрным завершить мобилизацию боевых сил путем 6. Ф:d4 Ф:d4 7. К:d4 e6 и 8… Сd7.
6… e5?
Такой обязывающий ход требовал предельно точного расчета возникающих осложнений, которые складываются в пользу белых. Пешку следовало продвинуть только на одно поле.
7. Фa4+!
Может быть, черные рассчитывали на 7. Фb3 Фc7 (опасно принимать жертву фигуры 7… Ф:d4 8. С:f7+)?
7… Фd7.
Теперь приходится отвергнуть:
а) 7… b5 8. С:b5+ ab 9. Ф:a8 Ф:d4 10. Ф:b8;
б) 7… Кc6 8. К:c6 Фd7 9. С:f7+;
в) 7… Кd7 8. Кf5 g6 9. С:f7+ Кр: f7 10. Фb3+ Крf6 11. h4 h6 12. Сg5+ hg 13. hg+ Кр: g5 14. Л:h8 gf 15. Ф:g8+ Крf6 16. Лh6+ с выигрышем ферзя;
г) 7… Сd7 8. Фb3 Фe7 9. 0-0! ed (9… Кc6 10. Ф:b7 Лb8 11. К:c6) 10. Ф:b7 Сc6 11. Фc8+ Фd8 12. С:f7+.
8. Сb5 ab 9. Ф:a8 Ф:d4 10. Ф:b8 Сb4+.
(См. диаграмму)
11. Кc3!!
Неожиданное опровержение. При 11. Сd2 или 11. Кd2 Ф:e4+ белые даже попадали в полосу затруднений.
11… Ф:e4+.
Вынужденный отбой, ибо 11… С:c3+ 12. bc Ф:c3+ 13. Сd2! Ф:a1+ 14. Крe2 Фd4 (14… Ф:h1 15. Ф:c8+ Крe7 16. Сb4+ Крf6 17. Фf5#) 15. Ф:c8+ Фd8 16. Ф:b7 не оставляет сомнений в исходе борьбы.
12. Сe3 Кe7 13. Фc7!
Берет под контроль поле d8 и этим препятствует рокировке, которую черные осуществили бы в случае 13. 0-0? С:c3 14. bc 0-0.
13… С:c3+ 14. bc Фc6.
14… Ф:g2 15. 0-0-0 с угрозой 16. Фd8#.
15. Ф:e5.
Черные сдались.
Превосходный образец современной постановки партии, основанной на «счетной» игре.

## Спортивные результаты
| Год                       | Город                                                                     | Соревнование                                                              | + | −  | =  | Результат | Место             |
| ------------------------- | ------------------------------------------------------------------------- | ------------------------------------------------------------------------- | - | -- | -- | --------- | ----------------- |
| 1948                      | Ленинград                                                                 | Чемпионат Ленинграда                                                      |   |    |    |           | [ 13 ]            |
| 1950                      | Тула                                                                      | Полуфинал 18-го чемпионата СССР                                           | 9 | 1  | 5  | 10½ из 15 | 1—2               |
|                           | Москва                                                                    | 18-й чемпионат СССР                                                       | 3 | 7  | 7  | 6½ из 17  | 15—16             |
| 1951                      | Львов                                                                     | Полуфинал 19-го чемпионата СССР                                           |   |    |    |           |                   |
| 1952                      | Минск                                                                     | Полуфинал 20-го чемпионата СССР                                           |   |    |    |           |                   |
| 1953                      | Ленинград                                                                 | Чемпионат Ленинграда                                                      |   |    |    |           | 3                 |
|                           |                                                                           | Чемпионат ЦС ДСО «Локомотив»                                              |   |    |    |           | 1                 |
|                           | Ленинград                                                                 | Командный чемпионат СССР (сборная Ленинграда, 4-я доска)                  |   |    |    |           | Команда — чемпион |
| 1954                      | Киев                                                                      | 21-й чемпионат СССР                                                       | 4 | 6  | 9  | 8½ из 19  | 12—13             |
|                           | Ленинград                                                                 | Чемпионат Ленинграда                                                      |   |    |    |           | [ 18 ]            |
|                           | Рига                                                                      | Командный чемпионат СССР (сборная ДСО «Локомотив», ?-я доска)             | 3 | 3  | 4  | 5 из 10   |                   |
|                           | Горький                                                                   | Полуфинал 22-го чемпионата СССР                                           | 9 | 1  | 10 | 14 из 20  | 2—3               |
| 1955                      | Москва                                                                    | 22-й чемпионат СССР                                                       | 4 | 5  | 10 | 9 из 19   | 13—14             |
|                           | Рига                                                                      | Полуфинал 23-го чемпионата СССР                                           |   |    |    |           |                   |
| 1956                      | Ленинград                                                                 | 23-й чемпионат СССР                                                       | 3 | 8  | 6  | 6 из 17   | 16                |
|                           | Ростов-на-Дону                                                            | Всесоюзный массовый турнир                                                |   |    |    |           |                   |
|                           | Харьков                                                                   | Полуфинал 24-го чемпионата СССР                                           | 6 | 3  | 9  | 10½ из 18 | 6—7               |
| 1957                      | Свердловск                                                                | Полуфинал 25-го чемпионата СССР                                           | 6 | 3  | 10 | 11 из 19  | 6                 |
|                           | Ленинград                                                                 | Матч РСФСР — Украинская ССР (против В. Я. Зурахова)                       | 0 | 2  | 0  | 0 из 2    |                   |
| 1958                      | Рига                                                                      | 25-й чемпионат СССР                                                       | 2 | 12 | 4  | 4 из 18   | 18—19             |
|                           | Сочи                                                                      | Чемпионат РСФСР                                                           | 2 | 3  | 14 | 9 из 19   | 13                |
|                           | Ростов-на-Дону                                                            | Полуфинал 26-го чемпионата СССР                                           | 5 | 4  | 6  | 8 из 15   | 5—9               |
| 1959                      | Воронеж                                                                   | Чемпионат РСФСР                                                           |   |    |    |           | [ 28 ]            |
| 1960                      | Ленинград                                                                 | Международный турнир «Балтийское море — море дружбы»                      | 4 | 3  | 4  | 6 из 11   | 4—5               |
| 1961                      | Москва                                                                    | 28-й чемпионат СССР                                                       | 3 | 9  | 7  | 6½ из 19  | 18—19             |
|                           | София                                                                     | Матч Болгария — РСФСР (3-я доска, против О. Нейкирха)                     | 2 | 0  | 0  | 2 из 2    |                   |
|                           | Омск                                                                      | Чемпионат РСФСР                                                           | 8 | 3  | 8  | 12 из 19  | 2—6               |
| 1962                      | Ленинград                                                                 | Командный чемпионат СССР (сборная РСФСР, запасной)                        |   |    |    |           | Команда — 2-я     |
| 1964 / 1965               | Киев                                                                      | 32-й чемпионат СССР                                                       | 4 | 6  | 9  | 8½ из 19  | 12                |
| 1965                      | Дьюла                                                                     | Мемориал Л. Асталоша                                                      | 2 | 3  | 10 | 7 из 15   | 8—10              |
| 1966                      | Ярославль                                                                 | Чемпионат ВЦСПС                                                           |   |    |    |           |                   |
|                           | Краснодар                                                                 | Полуфинал 34-го чемпионата СССР                                           |   |    |    |           |                   |
|                           | Ташкент                                                                   | Чемпионат Узбекской ССР                                                   |   |    |    |           | 1                 |
|                           | Москва                                                                    | Командный чемпионат СССР (сборная ДСО «Локомотив», ?-я доска)             |   |    |    |           |                   |
| 1967                      | Москва                                                                    | IV Спартакиада народов СССР (сборная Узбекской ССР, ?-я доска)            | 3 | 3  | 3  | 4½ из 9   |                   |
|                           | Харьков                                                                   | 35-й чемпионат СССР                                                       | 5 | 4  | 4  | 7 из 13   | 41—57             |
| 1968                      | Рига                                                                      | Командный чемпионат СССР (сборная ДСО «Локомотив», ?-я доска)             |   |    |    |           |                   |
|                           | Ташкент                                                                   | Чемпионат Узбекской ССР                                                   |   |    |    |           | 1                 |
| 1969                      | Светлогорск                                                               | Чемпионат ЦС ДСО «Локомотив»                                              |   |    |    |           |                   |
| 1971                      | Ташкент                                                                   | Чемпионат Узбекской ССР                                                   |   |    |    |           | 1                 |
|                           | Ивано-Франковск                                                           | Полуфинал 39-го чемпионата СССР                                           |   |    |    |           |                   |
|                           | Ростов-на-Дону                                                            | Командный чемпионат СССР                                                  |   |    |    |           |                   |
| 1972                      | Москва                                                                    | Всесоюзная шахматная олимпиада (сборная Узбекской ССР, ?-я доска)         |   |    |    |           |                   |
|                           | Ташкент                                                                   | Мемориал А. Ходжаева                                                      | 2 | 5  | 8  | 6 из 15   | 12—13             |
| 1973                      | Ташкент                                                                   | Мемориал А. Ходжаева                                                      | 4 | 1  | 10 | 9 из 15   | 7—8               |
| 1974                      | Ташкент                                                                   | Мемориал А. Ходжаева                                                      | 2 | 5  | 8  | 6 из 15   | 10                |
| 1975                      | Челябинск                                                                 | Отборочный турнир 43-го чемпионата СССР                                   |   |    |    |           |                   |
|                           | Ташкент                                                                   | Мемориал А. Ходжаева                                                      | 6 | 4  | 5  | 8½ из 15  | 2—5               |
| 1976                      | Ташкент                                                                   | Мемориал А. Ходжаева                                                      | 4 | 4  | 7  | 7½ из 15  | 9—13              |
| 1977                      | Фрунзе                                                                    | Чемпионат ЦС ДСО «Спартак»                                                |   |    |    |           |                   |
|                           | Ташкент                                                                   | Мемориал А. Ходжаева                                                      | 3 | 3  | 9  | 7½ из 15  | 8                 |
| 1978 / 1979               | Ташкент                                                                   | Мемориал А. Ходжаева                                                      | 3 | 1  | 11 | 8½ из 15  | 5—8               |
| 1979                      | Ташкент                                                                   | Мемориал А. Ходжаева                                                      | 2 | 4  | 9  | 6½ из 15  | 10—11             |
| 1980                      | Алмалык                                                                   | Мемориал А. Ходжаева                                                      | 3 | 2  | 8  | 7 из 13   | 5—6               |
| 1997                      | Бад-Вильдбад                                                              | Чемпионат мира среди ветеранов                                            |   |    |    |           | [ 39 ]            |
| 1998                      | Грискирхен                                                                | Чемпионат мира среди ветеранов                                            |   |    |    |           | [ 40 ]            |
| СОРЕВНОВАНИЯ ПО ПЕРЕПИСКЕ |                                                                           |                                                                           |   |    |    |           |                   |
| 1955—1957                 | 3-й чемпионат СССР                                                        | 3-й чемпионат СССР                                                        | 7 | 1  | 4  | 9 из 12   | 1—2               |
| 1957—1961                 | Матч СССР — ФРГ (против Кребса)                                           | Матч СССР — ФРГ (против Кребса)                                           | 1 |    |    |           |                   |
| 1958—1961                 | 3-й командный чемпионат мира (заочная олимпиада; сборная СССР, ?-я доска) | 3-й командный чемпионат мира (заочная олимпиада; сборная СССР, ?-я доска) |   |    |    | 6½ из 9   |                   |
| 1960—1963                 | 5-й чемпионат СССР                                                        | 5-й чемпионат СССР                                                        |   |    |    | 11½ из 15 | 1—2               |
| 1961—1964                 | 4-й командный чемпионат мира (заочная олимпиада; сборная СССР, ?-я доска) | 4-й командный чемпионат мира (заочная олимпиада; сборная СССР, ?-я доска) |   |    |    | 7 из 8    |                   |
| 1962—1965                 | 4-й чемпионат мира                                                        | 4-й чемпионат мира                                                        | 5 | 0  | 7  | 8½ из 12  | 2                 |
| 1965—1968                 | 5-й чемпионат мира                                                        | 5-й чемпионат мира                                                        |   |    |    | 2½ из 16  | 17                |
| 1966—1968                 | 1-й командный чемпионат СССР (сборная Узбекской ССР, 1-я доска)           | 1-й командный чемпионат СССР (сборная Узбекской ССР, 1-я доска)           |   |    |    | 2½ из 10  |                   |

## Изменения рейтинга
| Графики недоступны из-за технических проблем. См. информацию на Фабрикаторе и на mediawiki.org. |

## Награды
- Медаль «Шухрат» (22 августа 2003 года) — за активное участие в духовно-просветительских и социальных реформах, осуществляемых в нашей стране, плодотворный труд, вклад в дело воспитания молодого поколения в духе любви к Родине, преданности национальным и общечеловеческим ценностям[46].